# کتاب کلاسیک
کتاب کلاسیک (انگلیسی: Classic book) کتابی است که نمونه یا قابل توجه باشد. چیزی که یک کتاب را «کلاسیک» می‌کند، دغدغه‌ای است که نویسندگان مختلف از ایتالو کالوینو گرفته تا مارک تواین با آن درگیر بوده‌اند و باعث شده برای سؤالاتی از قبیل «چرا کلاسیک‌ها را بخوانیم؟» و «کلاسیک چیست؟» توسط نویسندگانی از ژانرها و دوره‌های مختلف (از جمله کالوینو، تی. اس. الیوت، شارل آگوستن سنت بوو) مقاله‌ها نوشته شود. توانایی یک کتاب کلاسیک در بازتفسیر و تجدید چاپ شدن برای نسل‌های بعد از خود، موضوعی است که در نوشته‌های منتقدان ادبی از جمله مایکل دیردا، ازرا پاوند، و سنت‌بوو دیده می‌شود. این کتاب‌ها را می‌توان به‌صورت مجموعه منتشر کرد، یا به صورت فهرستی؛ مانند فهرست کتاب‌های هارولد بلوم که قانون غرب را تشکیل می‌دهند، ارائه شوند. اگرچه این اصطلاح با غرب مرتبط است، اما می‌توان آن را برای آثار ادبی از همه سنت‌ها، مانند کلاسیک‌های چینی یا وداهای هندی به کار برد.

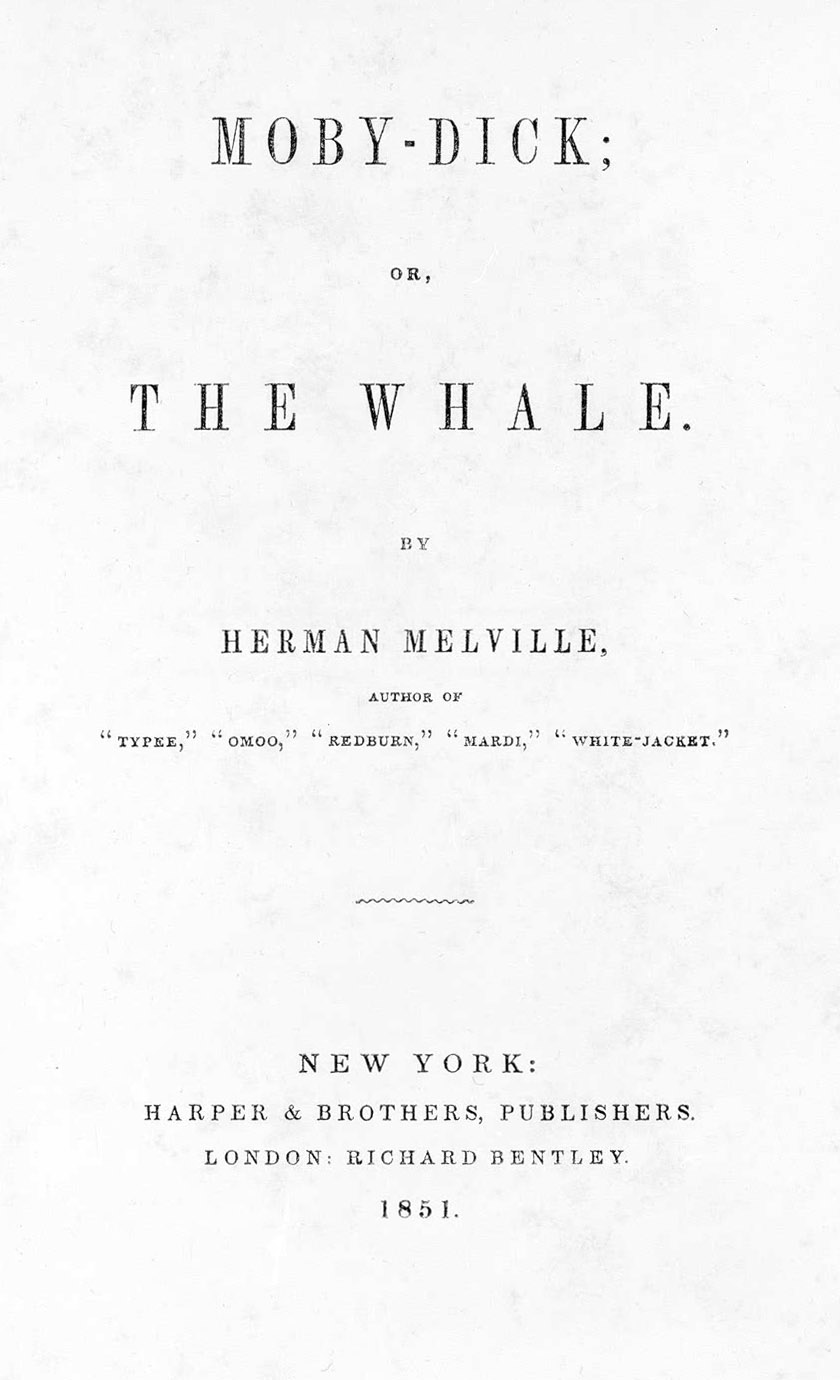
موبی دیک نوشته هرمان ملویل، نمونه‌ای از یک «کتاب کلاسیک» است

بسیاری از دانشگاه‌ها این کتاب‌ها را در برنامه‌های درسی خود گنجانده‌اند، مانند «فهرستی برای مطالعه» (به انگلیسی: The Reading List)‌در کالج سنت جان، دانشگاه راتگرز، یا دانشگاه بودایی دارما ریلم. مطالعه این متون کلاسیک هم به دانش‌آموزان اجازه می‌دهد و آن‌ها را تشویق می‌کند تا با برخی از معتبرترین نویسندگان در طول تاریخ آشنا شوند. این به‌معنای دسترسی دانشجویان و دانش‌پژوهان جدید به منابع زیادی برای استفاده در طول تحصیل است.

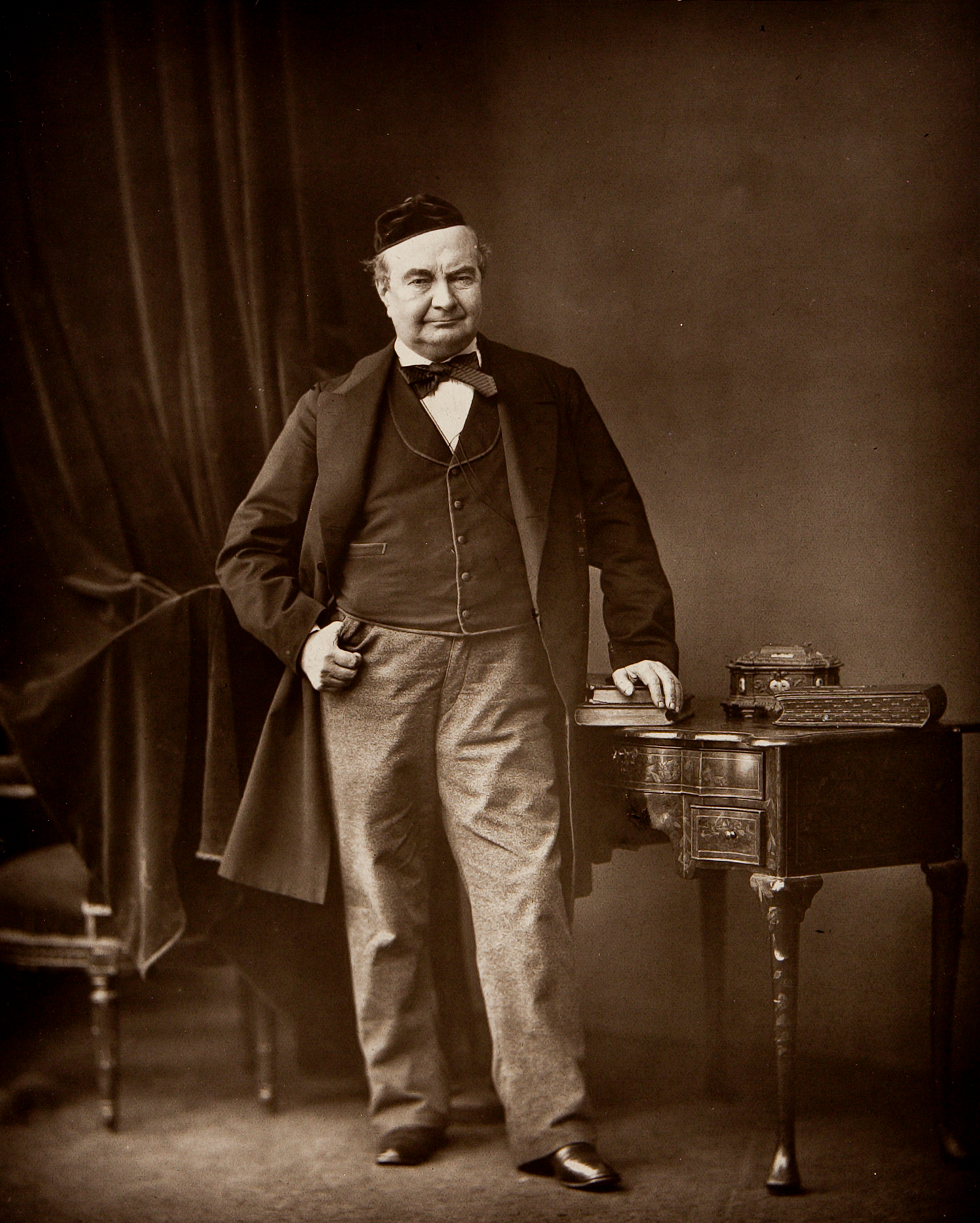
شارل آگوستن سنت بوو

در سال ۱۸۵۰، شارل آگوستن سنت بوو (۱۸۰۴–۱۸۶۹) پاسخ خود را به این سؤال که "کلاسیک چیست؟" این‌گونه بیان کرد:
کلاسیک دلالت بر چیزی دارد که تداوم و استمرار دارد و وحدت و سنت ایجاد می‌کند، مد می‌شود و خود را منتقل می‌کند و پایدار می‌ماند. یک کلاسیک واقعی، همان‌طور که دوست دارم تعریفش را بشنوم، نویسنده‌ای است که ذهن انسان را غنی کرده، گنجینه آن را افزایش داده و باعث شده است تا یک گام پیش برود. کسی که حقیقتی اخلاقی و غیر مبهم را کشف کرده است، یا شور و اشتیاق ابدی‌ای که در قلب او کشف شده است، آشکار کرده است. کسی که اندیشه، مشاهده یا اختراع خود را به هر شکلی بیان کرده باشد، فقط به شرطی که وسیع و بزرگ، ظریف و معقول، عاقلانه و زیبا باشد. او با همه به سبک خاص خود صحبت کرده است، سبکی که به‌نظر می‌رسد سبک تمام جهان است، سبکی جدید فارغ از واژه‌های، جدید و قدیمی، که به راحتی با همه زمان‌ها معاصر است.